# 高階成忠
高階 成忠（たかしな の なりただ）は、平安時代中期の公卿。姓は真人のち朝臣。高階師尚の孫。宮内卿・高階良臣の子。官位は従二位・式部大輔。高二位と称す。

## 経歴
文章生から、大内記・大学頭・弁官といった文官や、能登権守・大和守などの地方官を歴任。永観2年（984年）花山天皇が即位すると、成忠は春宮・懐仁親王の東宮学士を務める。寛和2年（986年）懐仁親王の即位（一条天皇）に伴い、東宮学士の労により従四位上から従三位に叙せられ、高階氏として初めて公卿に列した。
正暦元年（990年）娘の貴子と摂政・藤原道隆との間の娘である藤原定子が一条天皇の中宮に冊立されたことから、翌正暦2年（991年）7月に従二位に叙せられ、正暦3年（992年）9月には真人から朝臣へ改姓した。同年10月に出家し法名を道観と称す。最終官位は従二位行讃岐権守。
長徳元年（995年）4月に娘婿であった道隆が没し、その後継を巡って外孫の内大臣・藤原伊周と権大納言・藤原道長が争い、道長が内覧・右大臣として執政の座に就く。この状況の中、8月に成忠は陰陽師をして道長を呪詛させてい。翌長徳2年（996年）に発生した長徳の変を通じて藤原伊周やその弟の権中納言・藤原隆家が流罪となるが、成忠は出家していたため連座を逃れた。
長徳4年（998年）7月7日薨去。享年76。

## 人物
非常に学才が高かったが、性格が普通でなく気味が悪く恐ろしげで、人々から厭わしがられていたという。
娘・貴子のところに通っていた道隆を垣間見て、必ず出世する器と予見したという逸話がある。

## 官歴
注記のないものは『公卿補任』による。
- 天暦2年（948年） 6月13日：文章生試下宣旨[4]
- 天暦5年（951年） 日付不詳：美作権大掾[5]
- 応和4年（964年） 正月：権左少弁[6]
- 康保5年（968年） 3月22日：見大内記[7]
- 天延2年（974年） 11月1日：見右少弁[8]
- 天元3年（980年） 9月3日：見能登権守[9]
- 時期不詳：従四位上。東宮学士（東宮・懐仁親王）。大和守[10]
- 寛和2年（986年） 7月23日：従三位（越階、前坊学士労）
- 永延元年（987年） 7月12日：式部大輔
- 正暦2年（991年） 7月22日：従二位（越階）、去式部大輔。
- 正暦3年（992年） 9月17日：真人から朝臣に改姓（依中宮外祖也）[11]。10月11日：出家（従二位行讃岐権守）[11]
- 長徳4年（998年） 7月7日：薨去

## 系譜
- 父：高階良臣
- 母：藤原博文の娘
- 生母不詳の子女
  - 男子：高階助順
  - 男子：高階信順（?-1001）
  - 男子：高階明順
  - 男子：高階道順
  - 八男：高階積善
  - 男子：静昭
  - 女子：高階貴子（高内侍）（?-996） - 藤原道隆室
  - 女子：高階光子 - 佐伯公行室、従五位下中宮宣旨
  - 女子：大江為基室[2]